# 桑村大和
大和（やまと、1995年2月20日 - ）は日本の俳優。

## 来歴
京都造形芸術大学舞台芸術学科出身。在学中に、2014年『醒めながら見る夢』(辻仁成監督)にて映画デビュー。
2017年より関西から上京後、東京を中心に活動中。

## 人物
- 姉と兄をもつ末っ子である。
- 愛犬家であり、実家でミニチュアダックスフントを飼っている。愛犬の名前はカレン。

## 出演

### 映画
- 醒めながら見る夢(2014年5月17日)
- 恋のしずく(2018年10月20日)
- Diner(2019年7月)
- 愛なき森で叫べ（2019年10月11日）
- テイクオーバーゾン(2019年11月1日)
- 屍人荘の殺人（2019年12月13日）
- れいこいるか(2020年8月8日)
- 弱虫ペダル（2020年8月14日）
- プリズナーズ・オブ・ゴーストランド(2021年10月8日)

### 舞台
2014年
- 夢（辻仁成監修）
- ありえないことふつうのこと(金田一央紀演出)
- 待つ(辻仁成監修）

2015年
- 降臨(宮本亜門演出)
- 待つ-INDIGO(辻仁成監修)

2018年
- 背馳の黄昏(山本義之演出)
- AOI(山本義之演出)

2025年
ＺＩＰＡＮＧＵ～遥かなる路～　(銀狼役)

### テレビドラマ
- L.I.K.E（英語版） (2019年、メキシコドラマ episode96, episode97)
- 執事 西園寺の名推理 2(2019年)  - 刑事・山村 役
- 時空探偵おゆう 大江戸科学捜査（2019年7月4日）
- パラレル東京（2019年12月2日）
- 愛なき森で叫べ: Deep Cut（2020年5月）
- 一億円のさようなら（2020年9月27日） - 辻田 役
- 夜がどれほど暗くても（2020年12月） - 中森 役
- ゲキカラドウ（2021年1月）
- 青きヴァンパイアの悩み（2021年2月8日）
- 神様のカルテ（2021年2月15日） - 平 役
- ごほうびごはん（2021年10月）

### バラエティ番組
- あしたのSHOW(TOKYO MX、2018年8月25日)

### MV
- 39degrees『Stellar wind』(2014年6月18日)
- My Hair is Bad『元彼氏として』(2014年12月23日)
- Foxee『鬼ごっこ』(2018年12月29日)
- PENGUIN RESEARCH 『それでも闘う者達へ』（2019年8月7日）